# Фабіо Нігро
Фабіо Ектор Нігро (ісп. Fabio Héctor Nigro нар. 29 грудня 1965, Хунін) — аргентинський футболіст, який грав на позиції нападника.

## Ігрова кар'єра
Нігро розпочав свою кар'єру в «Рівер Плейті», дебютувавши за першу команду у віці 17 років 13 липня 1983 року в грі проти «Платенсе».
Не ставши основним гравцем, 1985 року Фабіо відправився до Італії, де грав за нижчолігові клуби «Вігор Ламеція», «Вітербезе», «Лаціо» (яке тоді грало у Серії В, де аргентинець зіграв лише 5 ігор у сезоні 1987/88) та «Фрозіноне».
У сезоні 1992/93 Нігро виступав за французький нижчоліговий «Геньон», після чого перейшов у словацький «Слован» (Братислава). У новій команді став одним із лідерів і був визнаний одним з найкращих легіонерів в історії команди. У команді за три сезони три рази виграв титул чемпіона Словаччини (1993/94, 1994/95, 1995/96), а також із братиславцями аргентинець у 1994 році здобув Кубок та Суперкубок Словаччини.
Завершував кар'єру на батьківщині у клубах «Естудьянтес», «Дуглас Гейг» та «Атлетіко Сарм'єнто», де грав до 2002 року.

## Досягнення
- Чемпіон Словаччини (3): 1993/94, 1994/95, 1995/96
- Володар кубка Словаччини (1): 1993/94
- Володар Суперкубка Словаччини (1): 1994